# 哈里·劳里拉
哈里·劳里拉（芬蘭語：Harri Laurila，1965年4月30日—），芬兰男子冰球运动员，场上位置是后卫。他曾代表芬兰国家队参加1992年冬季奥林匹克运动会冰球比赛，获得第七名。